# Simon Francis
Simon Charles Francis (Nottingham, Anglia, 1985. február 16. –) angol labdarúgó hátvéd.

## Pályafutása
Francis Nottinghamben született és a város mindkét profi csapatát, a Nottingham Forestet és a Notts Countyt is megjárta ifiként, de mindkét klub akadémiájáról eltanácsolták. 2002-ben egy iskolai csapatban nyújtott teljesítménye miatt figyelt fel rá a Bradford City és profi szerződést kínált neki. 2002. november 16-án debütált az első csapatban, a Nottingham Forest ellen. Több mint 50 mérkőzésen lépett pályára kezdőként a klubnál és első profi gólját is megszerezte, a Crystal Palace ellen. 2004-ben azonban csődeljárás alá került a klub, mely így kénytelen volt megválni tőle. A Sunderland és a Sheffield United is bejelentkezett érte, Francis végül az utóbbi csapatot választotta, hogy közelebb lehessen szülővárosához, és együtt dolgozhasson Neil Warnock menedzserrel. A Sheffield 200 ezer fontot fizetett érte.
A csapaton belül komoly verseny folyt a pozíciókért, így Francis nem tudott állandó helyet szerezni magának a kezdőben. Két év alatt minden sorozatot egybevéve mindössze 15-ször kapott lehetőséget a piros-fehéreknél. A 2005/06-os szezon nagy részét kölcsönben töltötte, előbb a Grimsby Townnál, majd a Tranmere Roversnél, ahol egy gólt is szerzett, egy Swansea City elleni meccsen. A Sheffield Unitedben a szezon zárófordulójában, a Luton Town ellen lépett pályára utoljára.
2006. június 13-án Francis ismeretlen összeg ellenében a harmadosztályú Southend Unitedhez igazolt, ahol hároméves szerződést írt alá. 2008 júniusában ideiglenesen átadólistára került, miután klubja nem tudott megegyezni vele új szerződése feltételeiről, végül azonban mégis aláírt újabb két évre. 2010 januárjában a Peterborough United ajánlatot tett Francisért, melyet a Southend el is fogadott, az üzlet azonban meghiúsult, mert a védő nem tudott megegyezni a klub vezetőségével szerződése feltételeiről. Miután a Southend kiesett a negyedosztályba, Francis úgy nyilatkozott, hogy nem áll szándékában elhagyni a klubot. Három héttel később a Brentford 150 ezer fontos ajánlatot tett érte, melyet csapata el is fogadott, de az üzlet ezúttal sem jött létre.
2010. július 8-án a klub menedzsere, Paul Sturrock beleegyezett, hogy felbontsa Francis szerződését, lehetővé téve a játékos számára, hogy új csapat után nézzen. Július 30-án aláírt a Charlton Athletichez.
2011. november 7-én Francis kölcsönben a Bournemouth-hoz igazolt, majd 2012 januárjában véglegesen is aláírt a klubhoz. Hamar fontos tagjává vált a csapatnak és kulcsszerepet vállalt abban, hogy a 2012/13-as idényben a Bournemouth feljutott a másodosztályba, társai a szezon legjobbjának is megválasztották. A következő idényben egyetlen félidő kivételével minden bajnoki mérkőzést végigjátszott klubjában. 2014 nyarán újabb három évre aláírt a csapattal. A 2014/15-ös évadban szintén fontos tagja volt annak a csapatnak, mely feljutott a Premier League-be.